# イエメン社会党

イエメン社会党の勢力（赤色）

イエメン社会党（イエメンしゃかいとう）は、イエメンの政党。1990年ごろまでマルクス・レーニン主義を掲げていた政党であり、かつてのイエメン人民民主共和国における支配政党だった。現在は社会民主主義を掲げる。

## 党名
- アラビア語ではالحزب الاشتراكي اليمني (ラテン文字転写:al-Hizb al-Ishtiraki al-Yamani)。
- 英語ではYemeni Socialist Partyで、略称YSPである。

## 党史

### イギリス植民地時代
1940年代から1950年代にかけて、イギリス統治下の南イエメンの学生の海外留学が盛んになり、急進的な進歩主義 (政治)思想が流入。それに伴い、そうした思想を持った政治組織が徐々に南イエメンでも構成されていった。

### 南イエメン執政党
南イエメンでは民族主義組織である民族解放戦線を中心に反英独立運動が起こっていたが、1967年に独立を達成。民族解放戦線は南イエメンの単独支配政党となった。そして1978年、民族解放戦線は、軍事政権が成立していた北イエメンから逃れた民主人民統一党(マルクス主義)や、国内の左派系政治組織と統合し、イエメン社会党を成立させたのである。
イエメン社会党は汎アラブ主義とマルクス主義、そして社会民主主義の混合をイデオロギーとし、南イエメンをアラビア半島唯一の社会主義国として統治した。ソビエト連邦との関係も良好だったが、冷戦終結とソビエト連邦の崩壊への傾向が強まる中で南北イエメンの融和も進み、1990年5月22日、統一イエメンが誕生した。

### イエメン統一後
統一イエメンでは、旧北イエメンの支配政党国民全体会議のアリー・アブドッラー・サーレハが大統領に就任。旧南イエメンからはイエメン社会党のアリー・サリーム・アル＝ビード書記長が副大統領、そして南イエメン最後の最高人民評議会常任委員会委員長(大統領)ハイダル・アブー・バクル・アッタースが首相に就任した。閣僚ポストも国民全体会議とイエメン社会党が分け合い、形式上は平等な統一が成された。湾岸戦争とそれに伴う政治的混乱により、総選挙は延期が続いたが、1993年4月に実施され、イエメン社会党は301議席中56議席を獲得し、第3党となった。
だが大統領に非常に強い権限が与えられた統一憲法のもと、旧北イエメン優位の政策展開が行われたと考えたイエメン社会党は次第に不満を募らせ、1993年の夏ごろからビード副大統領は旧南イエメンの首都アデンに居住するようになり、統一イエメンの首都サナア(旧北イエメンの首都)には出なくなった。また、中央政府の了承を得ずに外遊も行ない、旧北イエメン優遇に対する反発も表明するようになっていった。そして1994年のイエメン内戦へ突入していくのである。
内戦終結後、イエメン社会党は国家における全てのポストを剥奪され、連立与党から野党へと転身した。その当初は選挙のボイコットなどを行なっていたが、2003年4月の総選挙では301議席中8議席を獲得。だが国民全体会議の強固な支配体制を崩すには至らず、他の野党と共に野党連合を構成し、旧南イエメン側の権限回復を訴え続けている。
現在は中道左派・社会民主主義政党の国際組織である社会主義インターナショナルに加盟している。

## 歴代書記長
- 1978年〜1980年：アブドゥルファタハ・イスマーイール
- 1980年〜1986年：アリー・ナースィル・ムハンマド
- 1986年〜1994年：アリー・サリーム・ビード
- 1994年〜2005年：アリー・サーリフ・ウバド
- 2005年〜　　　 　：ヤースィーン・サイード・ヌフマーン